# Andreas Schilling
Andreas Schilling (25 de maio de 1991) é um triatleta profissional dinamarquês.

## Carreira

### Rio 2016
Andreas Schilling competiu na Rio 2016, ficando em 28º lugar com o tempo de 1:48.56.